# Mysterious Dave Mather
Dave Allen Mather, noto come Mysterious Dave ("Dave il Misterioso") o a volte come New York Dave (Connecticut, 10 agosto 1851 – ...), è stato un pistolero statunitense, sceriffo nel vecchio West.
La data e le circostanze della sua morte sono controverse e contraddittorie. Tuttavia, il resoconto più plausibile è che fu ucciso in una sparatoria a Dallas (Texas), nel 1886 e lasciato sui binari di una ferrovia. Il corpo trovato corrispondeva alla sua descrizione, e il garante che deteneva una cauzione di 3.000 dollari su di lui fu liberato dall'obbligazione quello stesso anno con il pretesto che il cliente era morto.
Non si sa molto della vita di Mather. Può darsi che proprio le scarse notizie sulla sua vita e i suoi modi taciturni gli abbiano fatto guadagnare il nomignolo "Mysterious Dave". Si sa che fu sceriffo a Dodge City (Kansas) e a Las Vegas (Nuovo Messico), e fu spesso socio di Bat Masterson e Wyatt Earp.

## Primi anni di vita
Dave era figlio di Ulysses e Lydia Mather (nata Wright) di Connecticut. Suo padre era un capitano di marina e discendeva dai famosi Mather del New England, che avevano incluso Richard Mather, Increase Mather e Cotton Mather. Sembra che Dave si fosse creduto un discendente diretto di Cotton Mather, ma era in errore. Cotton Mather non ebbe maschi che sopravvissero fino all'età adulta. Di conseguenza, gli Americani nati in quell'era con il cognome Mather discendono più probabilmente da Timothy Mather, un agricoltore, fratello di Increase Mather e zio di Cotton Mather.
Dave era il primo di tre figli nati dai Mather. Suo fratello, Josiah "Sy" Mather, nacque l'11 ottobre 1854. Un altro fratello, George Conway Mather, nacque nel 1855 e morì nel 1856. Quando Dave aveva 16 anni, entrambi i genitori erano morti, e Dave e suo fratello Josiah si diressero a ovest, stabilendosi prima a Dodge City (Kansas).
Ulysseus Mather abbandonò la sua famiglia in seguito alla morte di suo figlio e alla perdita della sua nave. Morì nel 1864 nel porto di Shanghai dopo essere stato pugnalato dal cuoco cinese della nave. Lydia Mather si risposò con un uomo di nome George H. Randle, intorno alla fine degli anni 1850. Quando morì nel 1868, Dave e Sy partirono per mare. Questa esperienza durò meno di un anno prima che i ragazzi optassero per una vita sulla terraferma e abbandonassero la nave sulla quale erano imbarcati a New Orleans.

## Le Grandi Pianure
La vita di Mather durante la maggior parte degli anni 1870 è scarsamente documentata. Sembra che abbia agito come ladro di bestiame e fuorilegge nell'Arkansas insieme a Dave Rudabaugh e Milton J. Yarberry. Un mandato fu emesso per i tre dopo che un importante rancher fu ucciso e la sua casa svaligiata. Essi fuggirono a Decatur (Texas), nel 1873.
Sy riferì che lui e Dave tentarono di lavorare come cacciatori di bisonti sullo Llano Estacado intorno al 1874. L'iniziativa non durò a lungo, ma è possibile che Mather abbia potuto incontrare futuri soci come Wyatt Earp, Bat Masterson e Bill Tilghman, che provarono anche loro a dedicarsi alla caccia.
All'inizio degli anni 1870, Dave era residente a Dodge City (Kansas), dove fece amicizia con il dottor Thomas L. McCarty. Quando Dave rimase gravemente ferito in uno scontro a coltello, McCarty riuscì a salvargli la vita. Nel 1878, si dice che Mather e Wyatt Earp siano giunti a Mobeetie (Texas), con un piano per vendere falsi lingotti d'oro. I due sostenevano che i lingotti provenivano da una miniera perduta risalente ai tempi dei conquistadores. Prima che potessero andare avanti con la loro truffa furono cacciati dalla città da uno sceriffo chiamato Jim McIntire. Come tante delle storie su Mather, l'autenticità di questa è dubbia.
Quel che è più storicamente certo è che Mysterious Dave fu uno dei pistoleri radunati da Bat Masterson per le "Guerre della ferrovia" del 1879-80. La Atchison, Topeka and Santa Fe Railway stava competendo con la Denver and Rio Grande Railroad per i diritti di costruzione di una ferrovia attraverso due aree contese. Altri pistoleri che lavoravano con Mather per la Santa Fe includevano Dave Rudabaugh, John Joshua Webb, Doc Holliday e Ben Thompson.

## Las Vegas
La "guerra" finì con la Santa Fe insediata al passo di Raton e la Denver and Rio Grande che prendeva il controllo della Royal Gorge. Nel 1879, Mather si unì a John Joshua Webb, Dave Rudabaugh e a parecchi altri nella città di Las Vegas (Nuovo Messico.) Il gruppo era conosciuto collettivamente come la "Dodge City Gang" (la "Banda di Dodge City") ed era guidato da Hoodoo Brown.
La gang monopolizzò il gioco d'azzardo e la prostituzione a Las Vegas mentre acquisiva anche potere politico. Hoodoo Brown diventò giudice di pace e Dave Mather fu nominato dal governatore Lew Wallace vice marshal federale per l'area. Membri della gang, compreso Mather, furono accusati anche di essere stati responsabili di varie rapine a diligenze. Sembra che il corso della carriera di Mather in questo periodo sia stato un miscuglio di tutela della legge e di presunta violazione della stessa, uno schema comune a molti famosi uomini di legge del vecchio West.

## Sparatoria della Variety Hall
Il 22 gennaio 1880, il marshal di Las Vegas Joe Carson fu colpito e ucciso da quattro cowboy nella Close and Patterson's Variety Hall durante una sparatoria. Non è mai stato confermato se Mather fosse coinvolto. Secondo la versione raccontata più spesso era insieme a Carson: alcuni resoconti lo presentano come il vice di Carson, mentre altri dicono che erano semplicemente insieme quel giorno. I cowboy T.J. House, James West, John Dorsey, e William Randall erano stati a girare per la città, fuori e dentro i saloon, creando generalmente guai. Era in vigore una regola che prevedeva "nessun'arma nei confini della città", e il marshal Carson chiese che i cowboy restituissero le armi, ciò che essi rifiutarono. Cominciò una sparatoria tra Carson e i cowboy, con la morte del marshal. Dave Mather estrasse la pistola e rispose al fuoco. Quando il fuoco cessò Mather era ancora in piedi. William "Big" Randall era ferito a morte, e James West era ferito troppo gravemente per fuggire. Gli altri due uomini, John Dorsey e T.J. House anch'egli ferito, riuscirono a farsi strada e fuggire.
House e Dorsey furono catturati due settimane dopo, e portati nella prigione di Las Vegas in attesa del processo. Una folle inferocita entrò nella prigione e trascinò fuori dalle rispettive celle House, Dorsey e West e li condusse verso il mulino nella piazza per impiccarli. La signora Carson aprì il fuoco sugli uomini, impedendo agli aggressori di linciarli. Lo scontro a fuoco, che divenne famoso come la Sparatoria della Variety Hall, fu il primo resoconto ufficiale in cui compare il nome di Mather e che lo ha lanciato come pistolero di fama.

## La fine della Gang di Dodge City
Nel marzo 1880 l'opinione pubblica si era rivoltata contro la Gang di Dodge City; i suoi membri si sciolsero per proseguire ognuno sulla propria strada. Sembra che Mather abbia passato del tempo in vari posti in Nuovo Messico e in Texas prima di stabilirsi a Dallas in dicembre. Durante questo periodo usò spesso lo pseudonimo di Dave Matthews.
A Dallas, Mather ebbe l'unica relazione di una qualche durata di cui si abbia notizia. Egli si innamorò di un'afroamericana di nome Georgia Morgan che lavorava come madame in un bordello chiamato "Long Branch". La storia finì nel gennaio del 1881, quando Dave abbandonò la sua amante, prendendo alcuni beni appartenenti a lei. La donna lo inseguì con un coltello da macellaio, ma fu arrestata prima che potesse fare qualsiasi cosa.

## Dodge City
Nel maggio 1883, Mysterious Dave tornò nel Kansas e divenne assistente del marshal durante la cosiddetta Guerra di Dodge City, una disputa tra proprietari di saloon che erano amici del sindaco di Dodge City e Luke Short, proprietario del Long Branch Saloon. Molti pistoleri tra cui Bat Masterson e Wyatt Earp si radunarono per aiutare il loro amico Short. Lo spiegamento di forze fu sufficiente per far ritirare i nemici di Short e la violenza fu evitata. Durante questo periodo Mather fu anche il vice dello sceriffo Patrick F. Sughrue. Il 29 settembre 1883, Mather guidò un gruppo armato di volontari (una posse) alla ricerca di alcuni sospetti di una rapina ad un treno, catturandone due lo stesso giorno in cui lasciarono la città.
Mentre era a Dodge City, Mather divenne il proprietario dell'Opera House Saloon, divenne attivo in politica come democratico e potrebbe anche essersi sposato, ma non ci sono notizie certe. Anche se ci sono solo prove marginali, potrebbe essersi sposato con una donna di nome Josephine. Mather rimase coinvolto in una faida con un proprietario di saloon rivale di nome Tom Nixon. Tom era il proprietario del Lady Gay Saloon ed era un amico del sindaco. Era stata approvata un'ordinanza che poneva limitazioni a tutti i saloon in città tranne il Lady Gay. Il risentimento di Dave crebbe ulteriormente quando perse il posto di vice sceriffo a favore di Tom Nixon.
Il 18 giugno 1884 Mysterious Dave e Tom Nixon ebbero un alterco di fronte all'Opera House Saloon. Nixon estrasse la pistola e sparò un colpo, mancando Mather. Nixon pagò una cauzione di 800 dollari per aggressione con intento di uccidere, ma Mather stesso decise di non presentare reclamo. Il Dodge City Democrat pubblicò un articolo sulla sparatoria che affermava chiaramente che in base a tutte le indicazioni, la situazione era "secondo tutte le apparenze non ancora finita". L'articolo non avrebbe potuto essere più accurato. Tre giorni dopo Mysterious Dave andò da Nixon, gli sparò e lo uccise. Poi lui stesso si consegnò alle autorità e fu assolto dall'accusa di omicidio. All'epoca l'opinione comune voleva che, a causa del precedente tentativo di omicidio di Nixon, Mather stesse agendo per legittima difesa.
Il 10 maggio 1885 Mather fu arrestato nuovamente. Questa volta lui e suo fratello Josiah (chiamato Sy) furono accusati di aver ucciso un giocatore d'azzardo di nome Dave Jones nel corso di una partita di carte, dentro al Junction Saloon. La sparatoria inoltre ebbe come conseguenza che Dave Mather venne ferito da un proiettile che lo colpì di striscio alla testa ed è stato riferito che fu ucciso il fratello, ma in realtà egli non morì fino al 1933. Ci fu un'udienza preliminare per la sparatoria, durante la quale fu scoperto che Dave Mather non aveva sparato e che Dave Jones aveva fatto fuoco contro Dave Mather, prendendolo di striscio, solo per essere ucciso da Josiah Mather. La sparatoria e le sue conseguenze furono molto pubblicizzate all'epoca, principalmente a causa della notorietà di Dave Mather. I risultati dell'udienza furono pubblicati dal Dodge City Democrat il 22 maggio 1885. C'erano diverse testimonianze incluse in questo articolo.
I fratelli furono liberati su cauzione e lasciarono la città, anche se non sono chiari i dettagli di come fecero. Una fonte dice che il marshal Bill Tilghman cacciò Dave fuori dalla città dopo un confronto armato che si era risolto in una situazione di stallo, un'altra fonte dice che fuggì via alla chetichella travestito da donna. Si ritiene che nessuna sia vera, ed è più probabile che Mather abbia semplicemente lasciato la città ed sia a tutti gli effetti pratici scomparso da qualsiasi registrazione storica.

## Dopo Dodge City
Ci sono solo pochi resoconti affidabili sulla vita di Mather dopo la sua partenza da Dodge. I suoi amici dissero che era andato a stare fuori città perché una folla vendicativa lo voleva uccidere, ma non rivelarono il luogo in cui si trovava. Comunque un giornale dell'epoca riporta la sua nomina come vice marshal a Kiowa nel Kansas, nella Contea di Barber, dove rimase per circa un anno. Era riuscito ad uscire da Dodge dietro una cauzione di 3.000 dollari, che non fu mai pagata.
Tranne il resoconto che lavorò a New Kiowa, non vi furono più notizie su dove si trovasse, a parte un resoconto frammentario di un uomo che corrispondeva alla sua descrizione trovato morto in Texas.
Secondo altre fonti affidabili, Dave migrò a nord a Vancouver, dove si arruolò nella Royal Canadian Mounted Police e prestò servizio con loro almeno fino al 1922.

## Leggende
Vi sono parecchi leggende che si raccontano su Mysterious Dave che non possono essere collocate con sicurezza in alcun punto specifico della sua carriera. Se siano storie accurate, distorsioni di eventi reali o invenzioni è difficile da determinare.
- Le bevute a Dodge - Dave Mather periodicamente riprendeva la sua pistola dal barista e sparava a una campana di fuori sulla strada. Se mancava la campana concludeva che stava diventando troppo ubriaco e andava a casa. Una notte, il barista sostituì le pallottole nella pistola di Dave con colpi a salve. Quando il suo tiro fece cilecca Dave si diresse a casa. Lungo il cammino vide un coyote che attraversava la strada e gli sparò vari colpi. Dave fu terrorizzato quando l'animale sembrò immune alla pallottole e l'incidente lo lasciò nervoso per giorni.
- Il branco Henry - Il marshal di Dodge City Tom Carson fu abbattuto a colpi di pistola nel Long Branch Saloon da sette fuorilegge della "Banda Henry". Il marshal uscì barcollando e crollò sulla strada. Mentre giaceva morente, il suo vice, Dave Mather, apparve misteriosamente dal nulla, Dave giurò al poliziotto morente che lo avrebbe vendicato, poi entrò nel saloon e sparò a tutti e sette i fuorilegge abbattendoli. I resoconti di questa sparatoria possono essere verificati mediante un controllo della stampa locale. Il giorno seguente, Mather era di nuovo nella sua solita sedia sul porticato.
- Mysterious Dave e il Pilota del Cielo - Una volta a Dodge City un predicatore itinerante arrivò in città e stava tenendo un "raduno per il risveglio", ossia un incontro per fare nuovi proseliti. Una sera Mather s'imbatté nel raduno, ubriaco. Il pastore riconobbe Mather e cominciò ad arringarlo perché si pentisse della sua condotta peccaminosa. Alla fine Dave si alzò in piedi e annunciò che aveva visto la luce. Estraendo le sue pistole disse che, essendo sicuro del Paradiso, era pronto a morire. Invitò chiunque fosse certo della propria salvezza a morire con lui e cominciò a spegnere le luci sparando. Quando il predicatore e la folla fuggirono, Dave dichiarò che erano tutti ipocriti e andò a casa.

## Eredità
Louis L'Amour una volta disse che c'erano tre tipi di uomini di legge nel vecchio West:
1. i Bat Masterson, che si preoccupavano dei tuoi diritti e ti avrebbero concesso una possibilità di resa;
2. i Wild Bill, che ti avrebbero fatto uscire dalla città "affiggendoti", mettendo il tuo nome in una lista su un albero come avviso pubblico di essere fuori città entro il tramonto e, dopo di ciò, avrebbero sparato a vista;
3. il tipo alla Mysterious Dave. Lui semplicemente uccideva i suoi nemici a vista. Nessun avviso, nessuna affissione, nessun discorso, semplicemente la sparatoria. Sebbene non abbia ottenuto la pubblicità di altri pistoleri/uomini di legge dell'epoca, è considerato uno dei più pericolosi. Nelle parole di L'Amour, "Dave Mather non ti aspettava. Se arrivavi in città chiacchierando ad alta voce di ciò che intendevi fare, Dave ti avrebbe trovato e ti avrebbe sparato prima ancora che avessi cominciato". (Da The Empty Land, Bantam Books, 1969)

## Cultura di massa
- Bosh and Moonshine, una commedia musicale di Mike Craver rappresentata dalla Boot Hill Repertory Company presentava come personaggio Mysterious Dave.
- Fools Gold, di Matthew Baugh, è un breve racconto che ha per protagonisti Dave Mather e Wyatt Earp. Appare in Hell's Hangmen, una raccolta di storie horror-western compilata da Ron Shiflet.
- Il personaggio principale di Mysterious Dan's Legacy di Matthew Baugh è anch'esso modellato su Dave Mather. La storia appare nell'antologia horror Arkham Tales pubblicata da Chaosium.
- Merkabah Rider: The Mensch With No Name (di Edward M. Erdelac, 2010, ISBN 978-1-61572-190-0), un western atipico in cui Mather si unisce al personaggio del titolo e a Doc Holliday in una caccia a duemila dollari in contanti rubati, e finisce per combattere un mostro invisibile. Nel libro, sfoggia il tatuaggio di un segno degli Antichi, e allude al fatto di aver navigato in gioventù a bordo della Hetty, una delle navi di Obed Marsh.
- Mysterious Dave è co-protagonista, assieme al suo socio Hoodoo Brown, di una storia di Tex Willer pubblicata sui numeri 601 (I giustizieri di Vegas)[5] e 602 (Duello del corral)[6] della serie regolare, rispettivamente nel novembre e dicembre 2010. Nella storia, scritta da Mauro Boselli e disegnata da Corrado Mastantuono, Tex e i suoi pards si trovano alle prese con i due avventurieri e altri membri della Dodge City Gang, nel cui ritratto, sia pure in chiave necessariamente romanzesca, emergono chiaramente tutte le contraddizioni e ambiguità legate al duplice ruolo di uomini di legge e di fuorilegge che questi personaggi spesso rivestirono anche nella realtà storica. Negli stessi episodi appaiono Dave Rudabaugh, come Dan Rudabaugh, e John Joshua Webb.
- Il suo personaggio compare anche nel sesto episodio della tredicesima stagione, della serie televisiva Supernatural.